# Air Ranger: Rescue Helicopter
Air Ranger: Rescue Helicopter (tạm dịch: Phi đội: Trực thăng cứu hộ) là trò chơi điện tử thuộc thể loại mô phỏng trực thăng do hãng ASK Corporation phát triển và Midas Interactive Entertainment phát hành cho hệ máy PlayStation 2. Trò chơi được phát hành vào ngày 29 tháng 3 năm 2001 tại Nhật Bản và ngày 15 tháng 11 năm 2002 ở châu Âu. Game chưa bao giờ được phát hành ở Bắc Mỹ. Trong game người chơi sẽ vào vai một viên phi công lái trực thăng cứu hộ và phải hoàn thành nhiệm vụ liên quan đến các vụ tai nạn như tai nạn xe hơi, hoả hoạn. 

## Đón nhận
Khi phát hành, tạp chí Famitsu đã chấm điểm cho game mức 30/40.